# Kungurskij municipal'nyj rajon
Il Kungurskij municipal'nyj rajon (in russo Кунгурский муниципальный район?) è un municipal'nyj rajon del Kraj di Perm', in Russia; il capoluogo è Kungur.